# Hermenegildo Santa María Cea
Hermenegildo Santa María Cea (Concepción, 1847-Viña del Mar, 1912) fue un político chileno, miembro del Partido Liberal Democrático. Se desempeñó como diputado de la República entre 1894 y 1897.

## Familia y estudios
Nació en la ciudad chilena de Concepción en 1847, siendo uno de los nueve hijos del matrimonio conformado por Francisco Javier Santa María Lavanderos y Tránsito Cea y Díaz de Andrade. Realizó sus estudios primarios y secundarios en el Colegio de los Sagrados Corazones de Santiago entre 1859 y 1864.
Se casó con Teresa Cerveró Larraín, con quien tuvo seis hijos: Jorge, Julio, Álvaro, Mercedes y Esther y Teresa. Álvaro, de profesión abogado, se desempeñó también como diputado, y ministro de Estado durante el gobierno del presidente Emiliano Figueroa Larraín.

## Carrera política
En el ámbito político, apoyó al presidente José Manuel Balmaceda durante la guerra civil de 1891, y en el Congreso Constituyente convocado por éste en febrero de ese año, fue electo como diputado por Constitución para el período entre el 15 de abril y el 18 de agosto de 1891. Sin embargo, el 21 de abril, se dio cuenta en la cámara baja de una nota suya en que excusaba su inasistencia. No se incorporó, pero figuró como integrante, en la Comisión Permanente de Higiene.
Tras el fin del conflicto bélico, partió al exilio a Bélgica y, tras retornar de ese país europeo, se hizo miembro del Partido Liberal Democrático, y en las elecciones parlamentarias de 1894, se postuló nuevamente como candidato a diputado, pero esta vez, por Talca, Curepto y Lontué; resultando electo para el período 1894-1897.
Más adelante, se alejó de las actividades políticas y se dedicó a administrar con sus hijos, su hacienda en la localidad de Quivolgo, comuna de Constitución. Falleció en la comuna de Viña del Mar en 1912.